# Fidschianische Fußballnationalmannschaft
Die fidschianische Fußballnationalmannschaft (Fidschi timi ni soka ni Viti) ist die Auswahlmannschaft der Fiji Football Association, des Fußballverbandes des pazifischen Inselstaates Fidschi. Der Verband ist Mitglied des Weltfußballverbandes FIFA und des Regionalverbandes OFC. Somit nimmt man an den Qualifikationsspielen zu Fußball-Weltmeisterschaften sowie zum OFC-Nations-Cup teil. Am OFC-Nations-Cup nahm man bisher achtmal teil. Größter Erfolg der Nationalmannschaft war der dritte Platz beim OFC-Nationenpokal 1998.
Bisher ist es der Mannschaft noch nicht gelungen, sich für die Fußball-Weltmeisterschaft zu qualifizieren.

## Fidschi bei der Fußball-Weltmeisterschaft
Die erste Qualifikation für ein FIFA-Weltturnier bestritt Fidschi mit dem Turnier zur Fußball-Weltmeisterschaft 1982 in Spanien. In der Asien/Ozeanien-Zone spielte das Team in Hin- und Rückspielen gegen Australien (1:4, 0:10), Chinese Taipei (2:1, 0:0), Indonesien (0:0, 3:3) und Neuseeland (0:4, 0:13). Am Ende belegte man den vierten Tabellenrang mit einem Sieg und drei Unentschieden in acht Spielen. Jedoch bedeutete dieses Abschneiden das vorzeitige Ende in der Qualifikation.
Die Qualifikation zur Fußball-Weltmeisterschaft 1990 war für Fidschi ebenfalls in der ersten Runde beendet. Nachdem die Mannschaft zum Turnier 1986 nicht angetreten war, musste man nun gegen Australien in zwei K.-o.-Spielen antreten. Überraschenderweise gewann Fidschi das Hinspiel am 11. Dezember 1988 mit 1:0 zuhause, das Rückspiel vier Tage später ging jedoch deutlich mit 1:5 verloren und Fidschi schied aus.
Auch der Traum von der Teilnahme an der Fußball-Weltmeisterschaft 1994 endete für Fidschi bereits in der ersten Runde. Hier spielte die Mannschaft gegen Neuseeland (0:3, 0:0) und Vanuatu (3:0, 3:0), belegte am Ende den zweiten Tabellenrang und verpasste die Relegationsspiele gegen Australien nur um zwei Punkte.
Die Qualifikation zur Fußball-Weltmeisterschaft 1998 endete für Fidschi ebenfalls mit dem Ausscheiden in der ersten Runde. Gegen Neuseeland verlor die Mannschaft 0:1 und 0:5, gegen Papua-Neuguinea wurden beide Spiele gewonnen (3:1, 1:0). Der zweite Tabellenrang reichte aber auch dieses Mal nicht für ein Weiterkommen.
Für die Fußball-Weltmeisterschaft 2002 konnte sich Fidschi ebenfalls nicht qualifizieren. In Gruppe 1 musste die Auswahl des Inselstaates gegen Amerikanisch-Samoa (13:0), Australien (0:2), Samoa (6:1) und Tonga (8:1) antreten. Letztendlich reichte es für einen zweiten Tabellenrang hinter Australien, womit Fidschi ausschied.
Die Qualifikation zur Fußball-Weltmeisterschaft 2006 in Deutschland verlief erfolgreicher als die vorangegangenen Weltturniere. In der ersten Runde spielte Fidschi gegen Amerikanisch-Samoa (11:0), Papua-Neuguinea (4:2), Samoa (4:0) und Vanuatu (0:3) und zog als Tabellenzweiter in die zweite Runde ein. Dort musste die Mannschaft gegen Australien (1:6), Neuseeland (0:2), die Salomonen (1:2), Tahiti (0:0) und Vanuatu (1:0) antreten. Der vierte Tabellenrang bedeutete am Ende jedoch wiederum das Ausscheiden in der Qualifikation.
In der ersten Runde der Qualifikation zur Fußball-Weltmeisterschaft 2010, welche gleichzeitig das Turnier der Südpazifikspiele ist, konnte Fidschi als Gruppensieger gegen die Cookinseln (4:0), Neukaledonien (1:1), Tahiti (4:0) und Tuvalu (16:0), sowie einem Halbfinalsieg gegen Vanuatu (3:0) mit dem Finaleinzug gleichzeitig in die zweite Runde der Ozeanien-Qualifikation einziehen (Im Finale musste man sich Neukaledonien mit 0:1 geschlagen geben). Die zweite Runde, welche am 17. Oktober 2007 begann und parallel der OFC-Nationen-Pokal ist, begann für Fidschi mit einer Niederlage gegen Neuseeland (0:2). Die beiden Spiele gegen Neukaledonien konnte die Mannschaft ebenfalls nicht gewinnen, das Hinspiel endete 3:3, das Rückspiel 0:4 aus fidschianischer Sicht. Am 6. September trat Fidschi gegen Vanuatu an, das Rückspiel fand am 10. September statt. Am 19. November stand das letzte Spiel gegen Neuseeland an.

## Teilnahmen an Fußball-Weltmeisterschaften
- 1930 bis 1978 – Nicht teilgenommen
- 1982 – Nicht qualifiziert
- 1986 – Nicht teilgenommen
- 1990 bis 2026 – Nicht qualifiziert

## Teilnahmen am OFC Nations Cup
- 1973 – Fünfter Platz
- 1980 – Vierter Platz
- 1996 – Nicht qualifiziert
- 1998 – Dritter Platz
- 2000 – ausgeschlossen
- 2002 – Vorrunde
- 2004 – Vierter Platz
- 2008 – Dritter Platz
- 2012 – Vorrunde
- 2016 – Vorrunde
- 2020 – wg. COVID-19-Pandemie abgesagt
- 2024 – Vierter Platz

## Teilnahmen an den Südpazifik- und Pazifikspielen
Fidschi ist mit zwei Titeln die dritterfolgreichste Mannschaft dieses Wettbewerbs und wurde am häufigsten Zweiter (4×).
- 1963 – Zweiter als Gastgeber
- 1966 – nicht teilgenommen
- 1969 – Vierter
- 1971 – Fünfter
- 1975 – Vierter
- 1979 – Zweiter als Gastgeber
- 1983 – Zweiter
- 1987 – nicht teilgenommen
- 1991 – Sieger
- 1995 – Dritter
- 2003 – Sieger als Gastgeber
- 2007 – Zweiter
- 2011 – Vierter
- 2015 – Vierter
- 2019 – Dritter
- 2023 – Dritter

## Teilnahmen am Melanesien-Cup
Fidschi nahm an allen bisherigen Austragungen teil und ist mit fünf Titeln Rekordmeister.
- 1988 – Sieger
- 1989 – Sieger
- 1990 – Dritter
- 1992 – Sieger
- 1994 – Zweiter
- 1998 – Sieger
- 2000 – Sieger

## Bekannte Spieler
- Esala Masi (1997–2005)
- Osea Vakatalesau (2005–2017)
- Roy Krishna (2007–)
- Ronil Kumar (2007–2008)

## Trainer
- Sashi Mahendra Singh (1960–1976)
- John Lal (1977–1978)
- Moti Musadilal (1979)
- Rudi Gutendorf (1981, 1987)
- Wally Hughes (1981–1982)
- Michael Thoman (1983–1984)
- Billy Singh (1985–1992, 1995–2002)
- Danny McLennan (1993–1995)
- Les Scheinflug (2002)
- Tony Buesnel (2003–2004)
- Lee Sterrey (2005–2006)
- Juan Carlos Buzzetti (2006–2009, 2011–2015)
- Yogendra Dutt (2009–2010)
- Gurjit Singh (2011)
- Frank Farina (2015–2017)
- Christophe Gamel (2017–2019)
- Flemming Serritslev (2020–)[3]